# Под старост
„Под старост” је југословенски ТВ филм из 1977. године. Режирао га је Никола Лоренцин а сценарио је написао Новак Новак.

## Улоге
| Глумац          | Улога |
| --------------- | ----- |
| Бранка Митић    |       |
| Љубомир Убавкић |       |